# Бомбела, Владислав Александрович
Владисла́в Алекса́ндрович Бомбе́ла (укр. Владислав Олександрович Бомбела; 15 мая 1995, Бырловка — 11 июля 2024, Донецкая область) — украинский военнослужащий, младший сержант, участник российско-украинской войны. Герой Украины (30 сентября 2024, посмертно).

## Биография
Родился 15 мая 1995 года в селе Бырловка Бершадского района Винницкой области.
Работал полгода на Винницкой птицефабрике «Наша ряба». В возрасте 19 лет получил повестку, подписал контракт и пополнил ряды ВСУ.
Был участником АТО. Позже был причислен к 8-му отдельному полку специализированного назначения.
С началом полномасштабного вторжения России на Украину Владислав оборонял Киев, участвовал в военных операциях в Бахмуте и Харьковщине.
Погиб 11 июля 2024 года в Донецкой области, получив ранения несовместимые с жизнью.

## Награды
- Звание «Герой Украины» с удостоением ордена «Золотая Звезда» (30 сентября 2024, посмертно) — за личное мужество и героизм, проявленные в защите государственного суверенитета и территориальной целостности Украины, верность военной присяге[3].
- Орден «За мужество» I степени (28 сентября 2022) — за личное мужество и самоотверженные действия, проявленные в защите государственного суверенитета и территориальной целостности Украины, верность военной присяге, образцовое исполнение служебного долга[4].
- Орден «За мужество» II степени (20 апреля 2022) — за личное мужество и самоотверженные действия, проявленные в защите государственного суверенитета и территориальной целостности Украины[5].
- Орден «За мужество» III степени (5 декабря 2018) — за личное мужество и самоотверженные действия, проявленные в защите государственного суверенитета и территориальной целостности Украины, верность военной присяге[6].